# Droga wojewódzka nr 399
Droga wojewódzka nr 399 (DW399) – droga wojewódzka o długości 1 km łącząca DW398 z Liszkowa, do DW246 w m. Żelechlin.
Droga w całości biegnie na terenie powiatu inowrocławskiego.

## Miejscowości przy trasie
- Liszkowo
- Żelechlin